# Autostrada A33 (Italia)
L'autostrada A33, conosciuta come Asti-Cuneo è un'autostrada italiana in costruzione che dovrebbe collegare Asti a Cuneo. L'arteria prevede due tronchi per un totale di circa 90 km, collegati tra loro da un tratto dell'autostrada A6. L'A33 è parte della strada europea E74 ed è gestita dalla società per azioni Autostrada Asti-Cuneo.
Al 2023 sono aperti al traffico 4 tratti (collegati tra loro da ulteriore viabilità autostradale o ordinaria): tratta Cuneo-A6 di 23 km, tratta A6/Marene-Cherasco di 8 km, tratta Roddi-Alba di 3 km e la tratta San Marzanotto Piana - Asti Sud (svincolo per la SP456 del Turchino, nei pressi di Asti/A21)-Guarene (nei pressi di Alba est) di 20 km. I rimanenti tratti (Tangenziale di Cuneo, Cherasco-Roddi e Asti Sud-Asti Est/A21) per complessivi 30 km sono in parte in costruzione e in parte in progetto.
Nel giugno 2017 è stato raggiunto l'accordo tra Governo italiano, Unione europea e Asti-Cuneo S.p.A. per il completamento dei lotti non ancora costruiti. La soluzione alla base di questo accordo è il completamento del lotto 2.6 con soluzione esterna (ovvero senza il tunnel di Verduno) e le opere complementari grazie al cross-financing con SATAP SPA. Dopo anni al centro di discussioni e cantieri fermi, il primo agosto 2019 il governo ha dato il via libera per finire l'opera, i cui lavori sono ripartiti nell'agosto 2020.

## Storia
3 agosto 1998: l'autostrada è finanziata con legge n. 295.
31 luglio 2000: il collegamento autostradale è finanziato con legge n. 295 del 3 agosto 1998 ed oggetto di Protocollo d'intesa Presidente Consiglio dei ministri/Presidente della Giunta Regione Piemonte. Successivamente i lavori sono iniziati.
7 maggio 2007: firmata in Regione Piemonte la convenzione tra l'Anas e la società concessionaria Autostrada Asti-Cuneo S.p.A. per la realizzazione degli ultimi 8 lotti (da Alba a Cherasco e da Sant'Albano Stura a Cuneo) dell'infrastruttura viaria e per la gestione dell'intera tratta stradale.
23 maggio 2007: il Comitato Interministeriale per la Programmazione Economica (CIPE) ha dato il via libera alla convenzione per l'autostrada Asti-Cuneo gestita dalla Sias, società del gruppo Gavio. L'investimento complessivo per il collegamento autostradale (lungo 93 chilometri) è di circa 2 miliardi di euro, dei quali 1,6 miliardi per i lotti ancora da realizzare e circa 400 milioni per quelli in via di completamento, per i quali il 31 gennaio 2008 è intervenuta la registrazione presso la Corte dei Conti della convenzione per la concessionaria e l'11 febbraio 2008, a seguito della comunicazione da parte dell'ANAS dell'avvenuta registrazione del decreto approvativo da parte della Corte dei Conti, è divenuta efficace la convenzione per la costruzione e la gestione della tratta autostradale.
21 febbraio 2008: il Comitato Interministeriale per la Programmazione Economica (CIPE) ha approvato il progetto preliminare per il primo lotto funzionale della Tangenziale di Cuneo, di 7,5 km, dal costo di 118,49 milioni di euro, di collegamento tra la città ed il costruendo tratto di autostrada Asti-Cuneo tra Massimini (Cuneo) e l'A6 Torino-Savona.
31 marzo 2008: i lotti già realizzati dall'Anas (39,505 km) sono consegnati alla società di progetto Autostrada Asti – Cuneo S.p.A.

### Aperture

#### Tratta A6-Cuneo
Nel luglio 2005 è stato aperto il primo tratto di 11 km compreso tra Carrù (frazione Massimini) (interconnessione con l'A6) e Sant'Albano Stura.
20 febbraio 2012: viene inaugurato il tratto Sant'Albano Stura-Castelletto Stura (barriera a pagamento) e la tangenziale di Cuneo (gratuita) con due uscite: Cuneo Est (nei pressi della frazione Bombonina) e Cuneo Centro (nei pressi della frazione Ronchi). Grazie a questo nuovo allacciamento, Cuneo viene collegata alla rete autostradale italiana.

#### Tratta A6-Asti/A21
Il lotto tra Isola d'Asti e Motta di Costigliole (tratta A21/Asti-A6) viene posto sotto sequestro per irregolarità il 27 marzo 2007. Successivamente il 6 aprile 2007 è stato dissequestrato dopo gli accertamenti irripetibili eseguiti dalla Guardia di Finanza e dalla Procura di Asti.
16 aprile 2007: nel tratto tra Asti/A21 e l'A6 viene aperto al traffico il tratto tra Isola d'Asti e Motta di Costigliole, tra Motta di Costigliole e Govone e tra Govone, Neive e Guarene (svincolo Castagnito); dal 7 agosto 2008 viene introdotto il pedaggio che si paga dalla barriera di Govone.
18 giugno 2007: nel tratto Asti/A21 e l'A6 viene aperto al traffico il tratto tra l'A6 all'altezza di Bra-Marene e Cherasco.
23 luglio 2012: nel tratto Asti/A21-A6 viene aperta la tratta da Isola d'Asti a Rocca Schiavino (svincolo per la SP456 del Turchino) realizzata dalla concessionaria Autostrada Asti Cuneo S.p.a.
3 aprile 2023: nell'ottica del completamento del tratto compreso tra Cherasco e Alba viene aperto al traffico, seppur in modalità provvisoria, un ulteriore tratto di 3 km compreso tra la tangenziale di Alba e il comune di Roddi (svincolo Alba ovest). Dal nuovo svincolo è altresì possibile raggiungere l'ospedale di Verduno. Importante opera d'arte del nuovo tratto è il viadotto "Talloria", che attraversa l'omonima area.
Attualmente mancano solo 8 km al completamento della tratta A6-Asti.

## Le società coinvolte
La società di progetto Autostrada Asti-Cuneo S.p.A., costituita il 23 marzo 2006, ha per oggetto la progettazione, costruzione, manutenzione e gestione del collegamento autostradale A33. La società è concessionaria del Ministero delle Infrastrutture e dei Trasporti per effetto della Convenzione di Concessione approvata con Decreto Interministeriale del 21/11/2007.

## Tracciato
L'autostrada prevede viadotti, ponti, gallerie per oltre 20 km e 11 svincoli.
Il collegamento autostradale Asti-Cuneo, della lunghezza di 90 km, è diviso in due tronchi, tra di loro connessi da un tratto di circa 20 km della A6.
L'autostrada è composta da due corsie regolari larghe 3,75 metri più corsia di emergenza per ogni senso di marcia.

### Tabella percorso
| Asti - Cuneo |                                        |       |           |                                                     |                  |        |
| Tipo         | Indicazione                            | km    | Provincia | Strada europea                                      | Note             | Tronco |
|              | Tangenziale di Cuneo                   |       | CN        |                                                     | In progettazione |        |
|              | Cuneo Centro                           | 0,0   | CN        |                                                     |                  |        |
|              | Cuneo Est                              | 2,0   | CN        |                                                     |                  |        |
|              | Barriera Castelletto Stura             | 4,1   | CN        |                                                     |                  |        |
|              | Sant'Albano                            | 12,6  | CN        |                                                     |                  |        |
|              | Area di servizio "Magliano Alpi"       |       | CN        | In progettazione                                    |                  |        |
|              | Savona                                 | 23,0  | CN        |                                                     |                  |        |
|              | Fossano Raccordo di Fossano            |       | CN        |                                                     |                  |        |
|              | Area di servizio "Rio Ghidone"         |       | CN        |                                                     |                  |        |
|              | Torino                                 | 23    | CN        |                                                     |                  |        |
|              | Barriera Marene                        | 23,1  | CN        |                                                     |                  |        |
|              | Bra - Marene                           | 25,2  | CN        |                                                     |                  |        |
|              | Area di parcheggio Cherasco            | 28    | CN        |                                                     |                  |        |
|              | Cherasco                               | 30    | CN        | Tratto in costruzione                               |                  |        |
|              | Verduno - Alba Ovest                   | 40,2  | CN        | Tratto in costruzione                               |                  |        |
|              | Tangenziale di Alba e punto P5         | 41,0  | CN        | Ammodernamento in progettazione                     |                  |        |
|              | Castagnito - Alba Est                  | 45,0  | CN        |                                                     |                  |        |
|              | Punto P4                               | 53,9  | CN        |                                                     |                  |        |
|              | Govone                                 | 54,0  | CN        | Solo in entrata verso Cuneo e in uscita verso Asti. |                  |        |
|              | Punto P3                               | ~55,0 | CN        |                                                     |                  |        |
|              | Costigliole - Govone                   | 56,0  | AT        |                                                     |                  |        |
|              | Punto P2                               | 61,7  | AT        |                                                     |                  |        |
|              | Isola d'Asti                           | 64,7  | AT        |                                                     |                  |        |
|              | del Turchino                           | 65,0  | AT        |                                                     |                  |        |
|              | Tangenziale Sud-Est di Asti e punto P1 | 67,6  | AT        | Ammodernamento in progettazione                     |                  |        |
|              | Torino - Piacenza                      | 73,0  | AT        |                                                     |                  |        |

Nei tratti autostradali compresi tra Asti (Rocca Schiavino) e Castagnito (Alba est) e tra Alba ovest e Roddi è entrato in funzione il 1° settembre 2024 il sistema free-flow (flusso libero) basato sulla tecnologia S*GATE. Tuttavia non scatterà per il tratto che va da Asti o dalla strada statale 456 del Turchino ed esce ad Isola d'Asti o viceversa.
Il tratto tra la tangenziale di Alba e Marene è progettato per divenire anch'esso con pedaggio di tipo free-flow, con i punti di pedaggio seguenti: il punto 6 all'altezza di Roddi-Alba Ovest (già oggi attivo); il punto 7 nel tratto Alba ovest-Cherasco; e il punto 8 dopo fra Cherasco e Bra-Marene. Uno speciale punto di pedaggio è sito in direzione dell'ospedale di Verduno, tale da rendere gratuito l'uso dell'autostrada se si entra dall'uscita più prossima (Alba Ovest o Cherasco) e si esce per l'ospedale o viceversa. Verrà soggetta a pedaggio free-flow, secondo i progetti, anche la tangenziale di Alba che adesso è considerata parte della strada statale 231 di Santa Vittoria ma che diverrà parte dell'autostrada.
Il tronco fra la tangenziale di Cuneo e la A6 rimarrà invece soggetto a pedaggio tradizionale con barriera.